# 阿布拉姆·别西科维奇
阿布拉姆·萨莫伊洛维奇·别西科维奇（或贝西科维奇） （1891年1月23日—1970年11月2日），是一位俄罗斯数学家，主要在英格兰工作。他出生在亚速海边的别尔江斯克（现在在乌克兰）的卡拉派家庭。

## 生平
在安德烈·马尔科夫的指导下，别西科维奇在圣彼得堡大学学习，在1912年获得博士学位毕业。 然后开始研究概率论。他转信东正教，加入俄罗斯东正教教会，在1916年结婚。他在1917年被彼尔姆国立大学任命为教授 ，在之后两年陷入了俄罗斯内战。1920年，他在彼得堡大学担任职务。
在1924年，他去了哥本哈根，投靠在洛克菲勒基金会的哈拉尔德·波尔，他在那里研究概周期函数，现在以他的名字命名。在牛津大学访问G.H.哈代后，他在1926年被任命于英国利物浦大学，1927年被任命于剑桥大学。
别西科维奇在1927年搬到剑桥大学居住。1950年，他被任命为劳斯‧鲍尔数学教授直到1958年退任。然后，他在美国旅游八年，之后返回剑桥大学三一学院，直至于1970年去世。 他被任命为数学系讲师，因此于1928年11月24日經評議會“特别表決”（Special Grace）授予剑桥文学硕士学位。 他的工作主要是组合方法和实变分析中的问题，如挂谷集合和豪斯多夫-别西科维奇维数。 这两个特定领域随时间流逝已经证明越来越重要。
他也在1940年之后对经济学家皮耶罗·斯拉法有重大影响，此时他们都是剑桥大学三一学院院士。对丹尼斯·林德利，在英国的贝叶斯的学派创始人之一也有影响。 他是在1950年成为约翰·伊登斯尔·利特尔伍德的继任者，担任剑桥大学劳斯‧鲍尔数学教授，在1958年退休。 在剑桥去世。

## 奖项和荣誉
别西科维奇在1934年成为皇家学会院士 ，在1952年获得英国皇家学会西尔维斯特勋章。 他在1950年获伦敦数学学会德摩根奖章。 他在1954年成为普林西比高等研究院的访问学者。

别西科维奇当选英国皇家学会候选人简介:
"作为一个纯粹的数学家，特别是他在实变函数理论、解析函数理论和概周期函数理论方面的研究。"
小行星16953别西科维奇 被以他命名。
Eve Goldsmith Coxeter所作别西科维奇的肖像被剑桥大学三一学院收藏。

## 语录
- 一个数学家的声誉依赖于他给出的不良证明的数量。（A mathematician's reputation rests on the number of bad proofs he has given.）[17]